# Soigné
Restaurant Soigné is een restaurant gevestigd in Bussum in Nederland. 

## Locatie
Het restaurant is gevestigd in een pand waarin voorheen restaurant Negliche gevestigd was. Dit restaurant werd in 2006 verkocht aan Sidney Heinze, voormalig chef-kok van Tante Koosje. Heinze wijzigde de naam van het restaurant in Soigné maar verkocht het reeds een jaar later aan Jong en Velthuyse.

## Geschiedenis
Eigenaar en chef-kok is Dennis Jong, voormalig sous-chef bij La Rive. Gastheer is Frank Velthuyse. Sinds 2007 zijn zij gezamenlijk de eigenaren van het restaurant.

### Erkenning
Van 2010 tot 2022 had het een Michelinster. In 2022 kende GaultMillau het restaurant 14 van de maximale 20 punten toe.